# IWI Uzi
Gli Uzi (in ebraico: עוזי) compongono una famiglia di armi da fuoco appartenenti alla cosiddetta seconda generazione delle pistole mitragliatrici, progettate e costruite nella seconda metà del XX secolo.

## Storia
La prima Uzi fu progettata nella seconda metà degli anni quaranta da Uziel Gal, capitano dell'esercito israeliano, per partecipare a un concorso interno per la produzione di una nuova mitraglietta. Le prime unità furono prodotte nel 1950 dalla IMI Systems (IMI), e, a partire dal 1960, dalla belga Fabrique Nationale de Herstal.
Una modifica sostanziale al design di base fu apportata nel 1956, poco prima della crisi di Suez, primo banco di prova vero e proprio per la Uzi. Dopo il conflitto, l'arma fu notata da molti eserciti per le prestazioni mostrate in battaglia. Negli anni sessanta fu introdotto un nuovo calcio pieghevole in metallo per sostituire il precedente in legno.
Nel corso degli anni ne sono state introdotte nuove versioni più piccole, denominate Mini-Uzi e Micro-Uzi. Della Micro-Uzi, che aveva le dimensioni di una pistola di grosso calibro, fu introdotto anche un modello semiautomatico. La produzione è stata affidata alla IMI Systems.

## Caratteristiche
L'innovazione principale introdotta da Gal risiede nella conformazione della massa battente (otturatore). Essa non è posizionata dietro la canna, ma la "avvolge" parzialmente, riducendo al tempo stesso la lunghezza dell'arma e (spostandone in avanti il baricentro) il rinculo dovuto allo sparo – cosa particolarmente apprezzabile nel tiro "a raffica". Altra innovazione di Gal è stata quella di inserire il caricatore all'interno dell'impugnatura, rendendone più semplice, per i soldati, la sostituzione anche al buio (una mano trova sempre l'altra); si presta inoltre ad un uso maneggevole grazie alle sue dimensioni e al peso, ma il brandeggio è comunque (relativamente) impegnativo. Infatti, come tutte le armi automatiche a riarmo a massa battente, tende a impennarsi (ma molto meno rispetto a molte sue "coetanee") quando si effettuano raffiche prolungate. Con un po' di allenamento, peraltro, è possibile effettuare brevi raffiche anche impugnando l'arma con una sola mano.

## Utilizzo
Venne utilizzata per la prima volta nel 1954 dalle forze speciali israeliane e successivamente nel 1956 e nel 1967, durante la guerra dei sei giorni, contro le truppe egiziane.
La sua diffusione nei combattimenti ed il successo delle IDF in quella campagna contribuì a creare un riconoscimento a livello mondiale per l'Uzi. Diversi Paesi, come i Paesi Bassi e la Germania Ovest, ne comprarono i diritti di produzione.

### Dati sulle vendite
L'arma ha venduto oltre 1,5 milioni di unità dal 1956, ed i suoi ingegneri hanno sviluppato altre armi (ad esempio la Mini Uzi, la Micro Uzi e la Pistola Uzi) basandosi sul design originale. Gal, tuttavia, non ha mai ricevuto alcun royalty per il suo lavoro (come ufficiale in carriera, sentiva di non poter ricevere un tale riconoscimento perché il suo lavoro creativo era parte delle sue funzioni e del suo contributo alla sicurezza del paese) ma era molto orgoglioso della sua realizzazione: "Mai in 2000 anni si era vista una cosa del genere, qui" ha vantato una volta, "un'arma che il popolo ebraico ha fatto da sé, e l'ha progettata dalla terra".

### Paesi utilizzatori
| - Belgio - Birmania - Colombia - Cile - El Salvador - Estonia - Francia - Germania - Haiti - India - Indonesia - Irlanda - Israele - Italia |  | - Messico - Paraguay - Portogallo - Filippine - Rhodesia - Sudan - Sri Lanka - Stati Uniti - Taiwan - Thailandia - Uruguay - Venezuela |